# ROYAL STRAIGHT FLUSH
『ROYAL STRAIGHT FLUSH』（ロイヤル・ストレート・フラッシュ）は、日本の歌手である沢田研二のベスト・アルバムのシリーズである。

## 概要
- 1979年4月1日、ポリドールから『ROYAL STRAIGHT FLUSH』が発売[1]。「許されない愛」から「カサブランカ・ダンディ」までのシングル12曲がピックアップされた[1]。
- 1981年12月15日、ポリドールから『ROYAL STRAIGHT FLUSH 2』が発売[2]。エキゾティクス時代の楽曲や、70年代の楽曲までの12曲が収録[2]。
- 1984年3月25日、ポリドール内のプライベートレーベルであるJULIE LABELから『ROYAL STRAIGHT FLUSH 3』が発売[3]。
- 1985年9月1日、東芝EMI移籍後にポリドールから『Royal Straight Flush SPECIAL』が発売[4]。移籍後に発売された「灰とダイヤモンド」が収録されている。
- 1997年12月10日、東芝EMIから『Royal Straight Flush 1971-1979』、『Royal Straight Flush 1980-1996』を2作同時発売[5][6]。ソロ・デビュー曲「君をのせて」から1996年発売シングル「愛まで待てない」までの全シングル61曲が収録された。
- 2005年9月7日、ポリドール在籍時に発売された『ROYAL STRAIGHT FLUSH』、『ROYAL STRAIGHT FLUSH 2』、『ROYAL STRAIGHT FLUSH 3』の3作がデジタルリマスター・CD化の上、ユニバーサルミュージックから再発された。
- 2012年、『ROYAL STRAIGHT FLUSH』、『ROYAL STRAIGHT FLUSH 2』、『ROYAL STRAIGHT FLUSH 3』の3作がセットとなった『ロイヤル・ストレート・フラッシュ 1 2 3』がユニバーサルミュージックから3000セット限定で発売された[7]。
- 2015年、東芝EMI在籍時に発売された『Royal Straight Flush 1971-1979』、『Royal Straight Flush 1980-1996』がユニバーサルミュージックから再発された[8][9]。

## 作品一覧・収録曲

### ROYAL STRAIGHT FLUSH
1. カサブランカ・ダンディ
作詞:阿久悠／作曲・編曲:大野克夫
2. ダーリング
作詞:阿久悠／作曲:大野克夫／編曲:船山基紀
3. サムライ
作詞:阿久悠／作曲:大野克夫／編曲:船山基紀
4. 憎みきれないろくでなし
作詞:阿久悠／作曲:大野克夫／編曲:船山基紀
5. 勝手にしやがれ
作詞:阿久悠／作曲:大野克夫／編曲:船山基紀
6. ヤマトより愛をこめて
作詞:阿久悠／作曲:大野克夫／編曲:宮川泰
7. 時の過ぎゆくままに
作詞:阿久悠／作曲・編曲:大野克夫
8. 危険なふたり
作詞:安井かずみ／作曲:加瀬邦彦／編曲:東海林修
9. 追憶
作詞:安井かずみ／作曲:加瀬邦彦／編曲:東海林修
10. 許されない愛
作詞:山上路夫／作曲:加瀬邦彦／編曲:東海林修
11. あなたに今夜はワインをふりかけ
作詞:阿久悠／作曲:大野克夫／編曲:船山基紀
12. LOVE (抱きしめたい)
作詞:阿久悠／作曲:大野克夫／編曲:船山基紀

### ROYAL STRAIGHT FLUSH 2
1. ス・ト・リ・ッ・パ・ー
作詞:三浦徳子／作曲:沢田研二／編曲:伊藤銀次
2. おまえがパラダイス
作詞:三浦徳子／作曲:加瀬邦彦／編曲:後藤次利
3. 恋のバッド・チューニング
作詞:糸井重里／作曲:加瀬邦彦／編曲:船山基紀
4. TOKIO
作詞:糸井重里／作曲:加瀬邦彦／編曲:後藤次利
5. OH! ギャル
作詞:阿久悠／作曲:大野克夫／編曲:船山基紀
6. ウィンクでさよなら
作詞:荒井由実／作曲:加瀬邦彦／編曲:大野克夫
7. 渚のラブレター
作詞:三浦徳子／作曲:沢田研二／編曲:伊藤銀次
8. 酒場でDABADA
作詞:阿久悠／作曲:鈴木キサブロー／編曲:沢健一
9. ロンリー・ウルフ
作詞:喜多條忠／作曲:大野克夫／編曲:後藤次利
10. さよならをいう気もない
作詞:阿久悠／作曲:大野克夫／編曲:船山基紀
11. 立ちどまるな ふりむくな
作詞:阿久悠／作曲・編曲:大野克夫
12. コバルトの季節の中で
作詞:小谷夏／作曲:沢田研二／編曲:船山基紀

### ROYAL STRAIGHT FLUSH 3
1. どん底
作詞:大津あきら／作曲・編曲:井上大輔
2. きめてやる今夜
作詞:沢田研二／作曲:井上大輔／編曲:吉田建
3. 晴れのちBLUE BOY
作詞:銀色夏生／作曲:大沢誉志幸／編曲:大村雅朗
4. 背中まで45分
作詞・作曲:井上陽水／編曲:吉田建
5. 6番目のユ・ウ・ウ・ツ
作詞:三浦徳子／作曲:西平彰／編曲:白井良明
6. おまえにチェックイン
作詞:柳川英巳／作曲:大沢誉志幸／編曲:伊藤銀次
7. 麗人
作詞:阿久悠／作曲:沢田研二／編曲:後藤次利
8. ス・ト・リ・ッ・パ・ー
作詞:三浦徳子／作曲:沢田研二／編曲:伊藤銀次
9. TOKIO
作詞:糸井重里／作曲:加瀬邦彦／編曲:後藤次利
10. サムライ
作詞:阿久悠／作曲:大野克夫／編曲:船山基紀
11. 勝手にしやがれ
作詞:阿久悠／作曲:大野克夫／編曲:船山基紀
12. あなたへの愛
作詞:安井かずみ／作曲:加瀬邦彦／編曲:東海林修

### Royal Straight Flush SPECIAL
1. 灰とダイヤモンド
作詞・作曲:李花幻／編曲:大野克夫
2. AMAPOLA
作詞:ALBERT GAMSE／日本語詞:湯川れい子／
作曲:JOSEPH M.LACALLE／編曲:青木望
3. 渡り鳥 はぐれ鳥
作詞:三浦徳子／作曲:新田一郎／編曲:井上鑑
4. ス・ト・リ・ッ・パ・ー
作詞:三浦徳子／作曲:沢田研二／編曲:伊藤銀次
5. TOKIO
作詞:糸井重里／作曲:加瀬邦彦／編曲:後藤次利
6. カサブランカ・ダンディ
作詞:阿久悠／作曲・編曲:大野克夫
7. ダーリング
作詞:阿久悠／作曲:大野克夫／編曲:船山基紀
8. サムライ
作詞:阿久悠／作曲:大野克夫／編曲:船山基紀
9. 憎みきれないろくでなし
作詞:阿久悠／作曲:大野克夫／編曲:船山基紀
10. 勝手にしやがれ
作詞:阿久悠／作曲:大野克夫／編曲:船山基紀
11. 時の過ぎゆくままに
作詞:阿久悠／作曲・編曲:大野克夫
12. 追憶
作詞:安井かずみ／作曲:加瀬邦彦／編曲:東海林修
13. 危険なふたり
作詞:安井かずみ／作曲:加瀬邦彦／編曲:東海林修
14. 君をのせて
作詞:岩谷時子／作曲:宮川泰／編曲:青木望

### Royal Straight Flush 1971-1979
Disc1
1. 君をのせて
作詞:岩谷時子／作曲:宮川泰／編曲:青木望
2. 許されない愛
作詞:山上路夫／作曲:加瀬邦彦／編曲:東海林修
3. あなただけでいい
作詞:安井かずみ／作曲:平尾昌晃／編曲:東海林修
4. 死んでもいい
作詞:山上路夫／作曲:加瀬邦彦／編曲:東海林修
5. あなたへの愛
作詞:安井かずみ／作曲:加瀬邦彦／編曲:東海林修
6. 危険なふたり
作詞:安井かずみ／作曲:加瀬邦彦／編曲:東海林修
7. 胸いっぱいの悲しみ
作詞:安井かずみ／作曲:加瀬邦彦／編曲:Harry Robinson
8. 魅せられた夜
作詞:Jean Renard／訳詞:安井かずみ／作曲:Jean Renard／編曲:東海林修
9. 恋は邪魔もの
作詞:安井かずみ／作曲:加瀬邦彦／編曲:大野克夫
10. 追憶
作詞:安井かずみ／作曲:加瀬邦彦／編曲:東海林修
11. 愛の逃亡者 THE FUGITIVE
作詞・作曲:Tony Weddington, Wayne Bickerton／編曲:Tonny Waddington, Wayne Bickerton, Arthur Freenslade
12. 白い部屋
作詞:山上路夫／作曲:加瀬邦彦／編曲:東海林修
13. 巴里にひとり
作詞:G.Sinoue／訳詞:山上路夫／作曲:G.Costa／編曲:R.Gimenes、A.Greenslade
14. 時の過ぎゆくままに
作詞:阿久悠／作曲・編曲:大野克夫

Disc2
1. 立ちどまるな ふりむくな
作詞:阿久悠／作曲・編曲:大野克夫
2. ウィンクでさよなら
作詞:荒井由実／作曲:加瀬邦彦／編曲:大野克夫
3. コバルトの季節の中で
作詞:小谷夏／作曲:沢田研二／編曲:船山基紀
4. さよならをいう気もない
作詞:阿久悠／作曲:大野克夫／編曲:船山基紀
5. 勝手にしやがれ
作詞:阿久悠／作曲:大野克夫／編曲:船山基紀
6. メモリーズ
作詞:Richard Machin／作曲:Klaus Weiss／編曲:Werner Becker
7. 憎みきれないろくでなし
作詞:阿久悠／作曲:大野克夫／編曲:船山基紀
8. サムライ
作詞:阿久悠／作曲:大野克夫／編曲:船山基紀
9. ダーリング
作詞:阿久悠／作曲:大野克夫／編曲:船山基紀
10. ヤマトより愛をこめて
作詞:阿久悠／作曲:大野克夫／編曲:宮川泰
11. カサブランカ・ダンディ
作詞:阿久悠／作曲・編曲:大野克夫
12. OH! ギャル
作詞:阿久悠／作曲:大野克夫／編曲:船山基紀
13. ロンリー・ウルフ
作詞:喜多條忠／作曲:大野克夫／編曲:後藤次利

### Royal Straight Flush 1980-1996
Disc1
1. TOKIO
作詞:糸井重里／作曲:加瀬邦彦／編曲:後藤次利
2. 恋のバッド・チューニング
作詞:糸井重里／作曲:加瀬邦彦／編曲:後藤次利
3. 酒場でDABADA
作詞:阿久悠／作曲:鈴木キサブロー／編曲:沢健一
4. おまえがパラダイス
作詞:三浦徳子／作曲:加瀬邦彦／編曲:伊藤銀次
5. 渚のラブレター
作詞:三浦徳子／作曲:沢田研二／編曲:伊藤銀次
6. ス・ト・リ・ッ・パ・ー
作詞:三浦徳子／作曲:沢田研二／編曲:伊藤銀次
7. 麗人
作詞:阿久悠／作曲:沢田研二／編曲:後藤次利
8. おまえにチェックイン
作詞:柳川英巳／作曲:大沢誉志幸／編曲:伊藤銀次
9. 6番目のユ・ウ・ウ・ツ
作詞:三浦徳子／作曲:西平彰／編曲:白井良明
10. 背中まで45分
作詞・作曲:井上陽水／編曲:吉田建
11. 晴れのちBLUE BOY
作詞:銀色夏生／作曲:大沢誉志幸／編曲:大村雅朗
12. きめてやる今夜
作詞:沢田研二／作曲:井上大輔／編曲:吉田建
13. どん底
作詞:大津あきら／作曲・編曲:井上大輔
14. 渡り鳥 はぐれ鳥
作詞:三浦徳子／作曲:新田一郎／編曲:井上鑑
15. AMAPOLA
作詞:ALBERT GAMSE／日本語詞:湯川れい子／作曲:JOSEPH M.LACALLE／編曲:青木望
16. 灰とダイヤモンド
作詞・作曲:李花幻／編曲:大野克夫
17. アリフ・ライラ・ウィ・ライラ 〜千夜一夜物語〜
作詞・作曲:沢田研二／編曲:チト河内、CO-CóLO

Disc2
1. 女神
作詞:阿久悠／作曲:佐藤隆／編曲:チト河内
2. きわどい季節
作詞:阿久悠／作曲:加瀬邦彦／編曲:CO-CóLO
3. STEPPIN' STONES
作詞・作曲:沢田研二／編曲:CO-CóLO
4. CHANCE
作詞:松本一起／作曲:沢田研二／編曲:チト河内
5. TRUE BLUE
作詞:加川良／作曲:チト河内／編曲:CO-CóLO
6. Stranger -Only Tonight-
作詞:阿久悠／作曲・編曲:大野克夫
7. muda
作詞:神沢礼江／作曲:井上ヨシマサ／編曲:井上Brothers
8. ポラロイドGIRL
作詞:サエキけんぞう／作曲:奥居香／編曲:吉田建
9. DOWN
作詞:尾上文／作曲:NOBODY／編曲:吉田建
10. 世界はUp & Fall
作詞:サエキけんぞう／作曲:Dual Dream／編曲:吉田建
11. SPLEEN 〜六月の風にゆれて〜
作詞:コシミハル／作曲:小林孝至／編曲:鶴来正基
12. 太陽のひとりごと
作詞:覚和歌子／作曲:楠瀬誠志郎／編曲:吉田建
13. そのキスが欲しい
作詞:朝水彼方／作曲:SAKI&MATSUZAKI／編曲:吉田建
14. HELLO
作詞:秋元康／作曲・編曲:後藤次利
15. YOKOHAMA BAY BLUES
作詞:八島順一・沢田研二／作曲:後藤次利・八島順一／編曲:後藤次利
16. あんじょうやりや
作詞:西尾佐栄子／作曲:野田晴彦／編曲:白井良明
17. 愛まで待てない
作詞:覚和歌子／作曲:吉田光／編曲:白井良明